# Federico García Hurtado
Federico García Hurtado (* 29. September 1937 in Cusco, Peru; † 23. Oktober 2020 in Lima) war ein peruanischer Filmregisseur und Schriftsteller. Er war mit seinen 13 Filmen einer der bekanntesten Regisseure und Drehbuchautoren des peruanischen Kinos. Zu seinen bekanntesten Filmen gehören die beiden auf Quechua gedrehten Filme Kuntur Wachana und El caso Huayanay sowie der historische Film Tupac Amaru. Darüber hinaus war er Romanautor.

## Leben
Federico García Hurtado wurde am 29. September 1937 in der Stadt Cusco als Einzelkind der Primarschullehrerin Silvia Hurtado geboren. Er besuchte das Colegio San José de la Salle in Cusco. Ab 1957 studierte Federico García in Lima Literatur, Rechte und Sozialwissenschaften, ohne diese zu beenden. Er wurde in Lima Sekretär des Instituts für indigene Sprachen und leitete als Direktor unter anderem die linken Zeitungen Patria Roja („Rotes Vaterland“), Causa Obrera („Arbeiterbelang“) und Revolución („Revolution“). Er hegte starke Sympathien für die kubanische Revolution. Nach der Machtübernahme der Revolutionären Regierung der Streitkräfte (Gobierno Revolucionario de la Fuerza Armada) 1968 unter Juan Velasco Alvarado schloss er sich als linker Intellektueller deren Organisation SINAMOS (Sistema Nacional de Apoyo a la Movilización Social) an. Hier begann er seine Karriere als Filmregisseur und drehte auf Cusco-Quechua seinen ersten Spielfilm Kuntur Wachana, für den er auch das Drehbuch schrieb. Im Gegensatz zu den meisten Filmregisseuren stammte er aus Cusco und sprach auch Quechua. Der Film handelt von den Kämpfen der indigenen Bauern eines Quechua-Dorfes in den Anden mit ihrem Hacandado, der mit der Wiedererlangung der Ländereien durch die Indigenen und der Gründung einer landwirtschaftlichen Genossenschaft im Zuge der peruanischen Landreform endet. Gefilmt wurde mit Laiendarstellern des dargestellten Dorfes Huarán, die ihre eigene Geschichte spielen, unter Einschluss des bereits zu dieser Zeit legendären Landarbeiter-Gewerkschafters Saturnino Huillca Quispe.
Weitere bekannte Spielfilme von Federico García Hurtado sind unter anderen El caso Huayanay (1981) über einen Fall von Selbstjustiz durch Quechua-Bauern gegen den mordenden Verwalter einer Hacienda und der historische Film Tupac Amaru (1984) über den Aufstand des peruanischen Nationalhelden José Gabriel Condorcanqui (Tupac Amaru II). Über das Leben des peruanischen Linguisten Alfredo Torero, der 1991 vor der Diktatur Alberto Fujimoris hatte fliehen müssen und der bis zu seinem Tod 2004 im Exil lebte, drehte er den Dokumentarfilm Alfredo Torero: cuatro estaciones de un hombre total, der 2011 herauskam. Hier war das Drehbuch von seiner zweiten Frau Pilar Roca, Kameramann sein Sohn Federico Gabriel García.
Federico García Hurtado starb am 23. Oktober 2020 in Lima.

## Familie
Federico García Hurtado war zweimal verheiratet: Mit seiner ersten Frau hatte er vier Kinder: Federico, Carlos, Silvia (Valicha) und Sebastián García García. Mit seiner zweiten Frau Pilar Roca, die ihn überlebte, hat er zwei Kinder: Sayre und Mishari García Roca. Einer von ihnen wurde Dozent an der Universidad Nacional de San Antonio Abad del Cusco (UNSAAC).

## Filmographie
- 1977: Kuntur Wachana (87 min), als Regisseur und Drehbuchschreiber
- 1979: Laulico (90 min), als Regisseur und Drehbuchschreiber
- 1981: El caso Huayanay (86 min), als Regisseur und Drehbuchschreiber
- 1984: Túpac Amaru (95 min), als Regisseur und Drehbuchschreiber
- 1987: El socio del Dios (129 min), als Regisseur
- 1990: La manzanita del diablo (90 min), als Regisseur
- 1992: La lengua de los zorros (87 min), als Regisseur
- 2000: La yunta brava (90 min), als Regisseur
- 2000: El Amauta
- 2002: El forastero (84 min)

### Dokumentarfilme
- 2011: Alfredo Torero: cuatro estaciones de un hombre total (68 min), als Regisseur

## Romane
- 2003: El paraíso del diablo (Lima:  Juan Gutemberg)
- 2004: Pachakuteq: Una aproximación a la cosmovisión Andina (Lima: Fondo Editorial del Pedagógico San Marcos)
- 2007: Piel de fuego (Lima: Universidad Ricardo Palma)